# Schizocosa segregata
Schizocosa segregata är en spindelart som beskrevs av Willis J. Gertsch och Wallace 1937. Schizocosa segregata ingår i släktet Schizocosa och familjen vargspindlar. Inga underarter finns listade i Catalogue of Life.